# Agaleptus
Agaleptus é um gênero de coleóptero da tribo Callichromatini (Cerambycinae); compreende sete espécies, com distribuição na região afro-tropical.

## Espécies
- Agaleptus drumonti (Adlbauer, 2007)
- Agaleptus fulvipennis (Fuchs, 1961)
- Agaleptus guttatus (Schmidt, 1922)
- Agaleptus quadrinotatus (Péringuey, 1888)
- Agaleptus tanzanicus (Adlbauer, 1996)
- Agaleptus wallabergeri (Adlbauer, 1996)
- Agaleptus zimbabweanus (Adlbauer, 1996)